# شمیانگتسه (استان پومرانی)
شمیانگتسه (به لهستانی:  Siemianice) یک روستا در لهستان است که در گمینا سووپسک واقع شده‌است. شمیانگتسه ۷۸ متر بالاتر از سطح دریا واقع شده‌است.